# Wildcats (film)
Wildcats is een Amerikaanse filmkomedie uit 1986 onder regie van Michael Ritchie. Zowel Woody Harrelson als Wesley Snipes speelde hierin zijn eerste rol.

## Verhaal
Molly is de dochter van een footballcoach en heeft als droom het coachen van een eigen team, voor een vrouw schier onmogelijk in de mannenwereld van het American football. Ze krijgt de kans als coach van het team van een highschool en wint met haar idealisme en optimisme de sympathie van haar spelers. Tussentijds raakt zij in conflict met haar ex-man over de voogdij van haar kinderen.

## Rolverdeling
| Acteur             | Personage                |
| ------------------ | ------------------------ |
| Goldie Hawn        | Molly McGrath            |
| Swoosie Kurtz      | Verna McGrath            |
| Robyn Lively       | Alice Needham            |
| James Keach        | Frank Needham            |
| Jan Hooks          | Stephanie Needham        |
| Bruce McGill       | Dan Darwell              |
| Mykelti Williamson | Levander 'Bird' Williams |
| Wesley Snipes      | Trumaine                 |
| Jsu Garcia         | Cerulo                   |
| Woody Harrelson    | Krushinski               |